# Albânia nos Jogos Olímpicos de Verão de 2020
A Albânia competiu nos Jogos Olímpicos de Verão de 2020 em Tóquio. Originalmente programados para ocorrerem de 24 de julho a 9 de agosto de 2020, os Jogos foram adiados para 23 de julho a 8 de agosto de 2021, por causa da pandemia COVID-19. Desde sua estreia olímpica em 1972, esta foi a 9.ª edição de que participa. 

## Competidores
Abaixo está a lista do número de competidores nos Jogos.
| Esporte        | Masculino | Feminino | Total |
| -------------- | --------- | -------- | ----- |
| Atletismo      | 1         | 1        | 2     |
| Ginástica      | 1         | 0        | 1     |
| Halterofilismo | 2         | 0        | 2     |
| Judô           | 1         | 0        | 1     |
| Natação        | 1         | 1        | 2     |
| Tiro           | 0         | 1        | 1     |
| Total          | 6         | 3        | 9     |

## Atletismo
Os seguintes atletas albaneses conquistaram marcas de qualificação, pela marca direta ou pelo ranking mundial, nos seguintes eventos de pista e campo (até o máximo de três atletas em cada evento):
- Nota– As posições para os eventos de pista são em relação à bateria do atleta
- Q = Qualificado para a próxima fase
- q = Qualificado para a próxima fase como o perdedor mais rápido ou, em eventos de campo, pela posição sem atingir o alvo para qualificação
- NR = Recorde nacional
- N/A = Fase não aplicável para o evento
- Bye = Atleta não precisou disputar aquela fase

Eventos de pista e estrada
Feminino
| Atleta     | Evento                | Eliminatória | Eliminatória | Final     | Final   |
| Atleta     | Evento                | Resultado    | Posição      | Resultado | Posição |
| ---------- | --------------------- | ------------ | ------------ | --------- | ------- |
| Luiza Gega | 3000 m com obstáculos |              |              |           |         |
| Luiza Gega | 5000 m                |              |              |           |         |

Eventos de campo
| Atleta        | Evento                 | Qualificação | Qualificação | Final     | Final   |
| Atleta        | Evento                 | Distância    | Posição      | Distância | Posição |
| ------------- | ---------------------- | ------------ | ------------ | --------- | ------- |
| Izmir Smajlaj | Salto triplo masculino |              |              |           |         |

## 

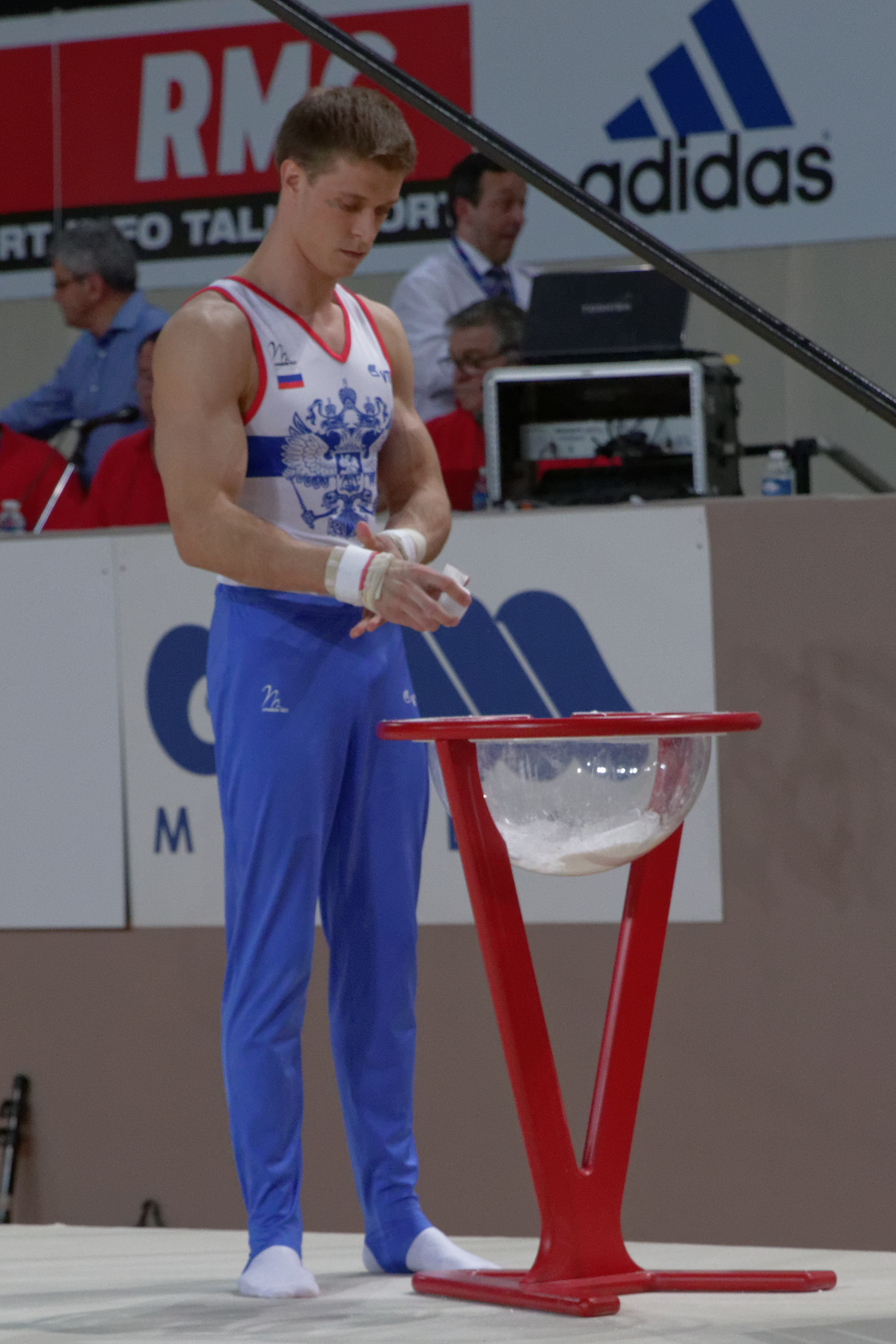
Matvei Petrov

## Ginástica

### Artística
A Albânia recebeu um convite da Comissão Tripartite para enviar um ginasta para os Jogos, marcando a estreia da nação no esporte. 
Masculino
| Atleta        | Evento           | Qualificação | Qualificação | Qualificação | Qualificação | Qualificação | Qualificação | Qualificação  | Qualificação  | Final    | Final    | Final    | Final    | Final    | Final    | Final         | Final         |
| Atleta        | Evento           | Aparelho     | Aparelho     | Aparelho     | Aparelho     | Aparelho     | Aparelho     | Classificação | Classificação | Aparelho | Aparelho | Aparelho | Aparelho | Aparelho | Aparelho | Classificação | Classificação |
| Atleta        | Evento           | So           | CA           | Ar           | SC           | BP           | BF           | Total         | Pos.          | So       | CA       | Ar       | SC       | BP       | BF       | Total         | Pos.          |
| ------------- | ---------------- | ------------ | ------------ | ------------ | ------------ | ------------ | ------------ | ------------- | ------------- | -------- | -------- | -------- | -------- | -------- | -------- | ------------- | ------------- |
| Matvei Petrov | Individual geral |              |              |              |              |              |              |               |               |          |          |          |          |          |          |               |               |

## Halterofilismo
A Albânia inscreveu dois halterofilista para a competição olímpica,baseado no Ranking Absoluto da IWF de 11 de junho de 2021.
Masculino
| Atleta         | Evento | Arranque  | Arranque | Arremesso | Arremesso | Total | Posição |
| Atleta         | Evento | Resultado | Posição  | Resultado | Posição   | Total | Posição |
| -------------- | ------ | --------- | -------- | --------- | --------- | ----- | ------- |
| Briken Calja   | -73 kg |           |          |           |           |       |         |
| Erkand Qerimaj | -81 kg |           |          |           |           |       |         |

## Judô
A Albânia inscreveu um judoca para a competição olímpica após a International Judo Federation conceder um convite pela Comissão Tripartite.
| Indrit Cullhaj | -66 kg masculino |  |  |  |  |  |  |  |

## Natação
A Albânia recebeu um convite de universalidade da FINA para enviar os nadadores de melhor ranking (um por gênero) em seus respectivos eventos individuais para as Olimpíadas, baseado no Sistema de Pontos da FINA de 28 de junho de 2021.
| Atleta        | Evento                | Eliminatória | Eliminatória | Semifinal | Semifinal | Final | Final   |
| Atleta        | Evento                | Tempo        | Posição      | Tempo     | Posição   | Tempo | Posição |
| ------------- | --------------------- | ------------ | ------------ | --------- | --------- | ----- | ------- |
| Kledi Kadiu   | 100 m livre masculino |              |              |           |           |       |         |
| Nikol Merizaj | 100 m livre feminino  |              |              |           |           |       |         |

## Tiro
A Albânia recebeu um convite da Comissão Tripartite para enviar uma atiradora da pistola de ar para as Olimpíadas, contanto que tivesse atingido a marca de qualificação mínima (MQS) até 5 de junho de 2021.
| Atleta          | Evento                      | Qualificação | Qualificação | Final  | Final   |
| Atleta          | Evento                      | Pontos       | Posição      | Pontos | Posição |
| --------------- | --------------------------- | ------------ | ------------ | ------ | ------- |
| Manuela Delilaj | Pistola de ar 10 m feminino |              |              |        |         |

Legenda de qualificação: Q = Qualificado para a próxima fase; q = Qualificado para a medalha de bronze (espingarda)